# Cupa Mondială de Baschet Masculin din 2023 - Grupa G
Grupa G de la Cupa Mondială de Baschet Masculin din 2023 a fost o grupă preliminară din cadrul Cupei Mondiale de Baschet Masculin din 2023 care și-a desfășurat meciurile la Indonesia Arena, Jakarta. Echipele care au făcut parte din această grupă au fost: Brazilia, Coasta de Fildeș, Iran și Spania. Fiecare echipă va juca cu fiecare echipă, primele două se vor califica pentru a doua rundă, iar ultimele două pentru stabilirea clasamentului.

## Echipe
| Echipă           | Calificare                        | Calificare        | Apariție | Apariție | Apariție     | Cea mai bună performanță | CM |
| Echipă           | Ca                                | Dată              | Ultima   | Total    | Continuitate | Cea mai bună performanță | CM |
| ---------------- | --------------------------------- | ----------------- | -------- | -------- | ------------ | ------------------------ | -- |
| Brazilia         | Cea mai bună echipă de pe locul 4 | 26 februarie 2023 | 2019     | 19       | 19           | Campioană (1959, 1963)   | 13 |
| Coasta de Fildeș | Primele trei locuri din Grupa E   | 28 august 2022    | 2019     | 5        | 2            | locul 13 (1982)          | 43 |
| Iran             | Primele trei locuri din Grupa F   | 26 februarie 2023 | 2019     | 4        | 4            | locul 19 (2010)          | 20 |
| Spania           | Primele trei locuri din Grupa L   | 14 noiembrie 2022 | 2019     | 13       | 11           | campioană (2006), 2019)  | 17 |

## Clasament
| Loc | Echipa           | M | V | Î | PM  | PP  | DP  | P | Calificare                               |
| --- | ---------------- | - | - | - | --- | --- | --- | - | ---------------------------------------- |
| 1   | Spania           | 3 | 3 | 0 | 275 | 207 | +68 | 6 | Avansează în Etapa a doua                |
| 2   | Brazilia         | 3 | 2 | 1 | 267 | 232 | +35 | 5 | Avansează în Etapa a doua                |
| 3   | Coasta de Fildeș | 3 | 1 | 2 | 212 | 252 | -40 | 4 | Calificare pentru meciurile de clasament |
| 4   | Iran             | 3 | 0 | 3 | 193 | 256 | -63 | 3 | Calificare pentru meciurile de clasament |

Legendă:
M = meciuri jucate, V = victorii, Î = înfrângeri, PM = puncte marcate, PP = puncte primite, DP = diferență de puncte, P = puncte

## Meciuri

### Iran vs. Brazilia
| 26 august 2023 16:45 |

| Boxscore |

| Iran                                                   | 59–100 | Brazilia                                                  |
| Scorul pe sferturi: 12–33, 13–24, 21–25, 13–18         |        |                                                           |
| Pt: Aghajanpour 11 Rec: Amini 6 Pase: patru jucători 3 |        | Pt: Caboclo 16 Rec: Caboclo 7 Pase: Huertas, Dos Santos 6 |

### Spania vs. Coasta de Fildeș
| 26 august 2023 20:30 |

| Boxscore |

| Spania                                            | 94–64 | Coasta de Fildeș                          |
| Scorul pe sferturi: 24–17, 29–17, 20–13, 21–17    |       |                                           |
| Pt: W. Hernangómez 22 Rec: Garuba 7 Pase: Núñez 8 |       | Pt: Koné 11 Rec: V. Fofana 5 Pase: Koné 3 |

### Coasta de Fildeș vs. Iran
| 28 august 2023 16:45 |

| Boxscore |

| Coasta de Fildeș                                        | 71–69 | Iran                                                  |
| Scorul pe sferturi: 15–20, 22–15, 17–21, 17–13          |       |                                                       |
| Pt: Zouzoua 17 Rec: Bah, Sidibé 5 Pase: trei jucători 3 |       | Pt: Yakhchali 19 Rec: Haddadi, Kazemi 8 Pase: Amini 4 |

### Brazilia vs. Spania
| 28 august 2023 20:30 |

| Boxscore |

| Brazilia                                        | 78–96 | Spania                                   |
| Scorul pe sferturi: 22–21, 20–29, 17–14, 19–32  |       |                                          |
| Pt: Caboclo 15 Rec: Caboclo 11 Pase: De Paula 7 |       | Pt: Aldama 15 Rec: Núñez 7 Pase: Núñez 5 |

### Coasta de Fildeș vs. Brazilia
| 30 august 2023 16:45 |

| Boxscore |

| Coasta de Fildeș                               | 77–89 | Brazilia                                             |
| Scorul pe sferturi: 25–23, 21–27, 19–20, 12–19 |       |                                                      |
| Pt: Bah 13 Rec: Bah 13 Pase: Diabate, Koné 3   |       | Pt: Dos Santos 24 Rec: Caboclo 8 Pase: Dos Santos 12 |

### Iran vs. Spania
| 30 august 2023 20:30 |

| Boxscore |

| Iran                                                               | 65–85 | Spania                                                    |
| Scorul pe sferturi: 17–16, 17–27, 18–21, 13–21                     |       |                                                           |
| Pt: Amini 19 Rec: Girgoorian, Haddadi 5 Pase: Haddadi, Yakhchali 7 |       | Pt: J. Hernangómez 21 Rec: W. Hernangómez 9 Pase: Núñez 6 |